# Orientierungsdichteverteilungsfunktion
Die Orientierungsdichteverteilungsfunktion (OVF, engl.: orientation distribution function (ODF)) dient zur quantitativen Beschreibung der Textur eines vielkristallinen Festkörpers. Sie kann aus einem Satz von Polfiguren oder Beugungsmustern errechnet werden. Andersherum können in Näherung alle Polfiguren aus der OVF abgeleitet werden.

## Darstellung
Die Kristallorientierung {\displaystyle g} wird normalerweise durch drei Euler-Winkel angegeben. Sie beschreiben den Übergang vom Bezugssystem der Probe in das kristallographische Bezugssystem jedes einzelnen Korns des Polykristalls durch drei aufeinanderfolgende Drehungen um die orthogonalen Eulerwinkel {\displaystyle g=(\phi _{1},\Phi ,\phi _{2})}. Die Menge aller Orientierungen {\displaystyle g} spannt den Euler- oder G-Raum auf.
Der Funktionswert OVF(g) gibt den Volumenanteil von Kristalliten mit der Orientierung {\displaystyle g} in einem infinitesimalen Probenvolumen an:
{\displaystyle OVF(g)={\frac {1}{V}}{\frac {dV(g)}{dg}}}
Er wird meist auf rechtwinkligen Koordinatenachsen als Menge von Schnitten durch den dreidimensionalen Eulerraum dargestellt. Bei entsprechender Symmetrie reicht zur vollständigen Abbildung bereits ein Teil des Eulerraumes.

## Bedeutung
Von besonderer praktischer Bedeutung sind Lage und Ausprägung von Maxima der OVF. Beispielsweise ergeben sich charakteristische OVF-Plots für eine Würfel-, Walz- oder Fasertextur oder Kombinationen daraus. Dies erlaubt eine detaillierte Vorhersage des anisotropen Verformungsverhaltens des Materials.
Ebenfalls wichtig ist die Bestimmung des regellosen Anteils der Textur, d. h. des Anteiles der zufällig orientierten Kristallite an der Gesamttextur, dem Phon.

## Experimentelle Bestimmung
Die Orientierungsdichteverteilungsfunktion kann nicht direkt gemessen werden, daher gibt es verschiedene Methoden, um sie aus Messdaten zu bestimmen:
- Messung der Orientierungen der einzelnen Kristallite mittels
  - TEM
  - REM mittels EBSD
  - lichtmikroskopisch (eingeschränkt)
- statistisch mit Beugungsmethoden
  - Röntgenbeugung
  - Neutronenbeugung.

Bei der Auswahl der Methode gilt es, mit möglichst geringem Aufwand ein repräsentatives Probenvolumen mit hinreichender statistischer Sicherheit zu untersuchen.